# Royal Pigeon Racing Association
 (juin 2024).
La Royal Pigeon Racing Association (RPRA) est l'organisme directeur des courses de pigeons au Royaume-Uni. La reine Elizabeth II en a été présidente et était elle-même une colombophile enthousiaste. La RPRA compte 21 000 membres répartis dans 1 500 clubs de colombophiles au Royaume-Uni. L'association effectue un travail caritatif et collecte chaque année environ 100 000 £ pour des causes caritatives.

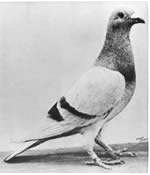
William d'Orange, récipiendaire de la médaille Dickin.

En 1944, parmi les pigeons voyageurs de la RPRA, Gustav a reçu la médaille Dickin pour avoir rapporté en Angleterre les premières nouvelles du débarquement en Normandie après avoir décollé des plages du Calvados et retraversé la Manche. Il fait partie des trente pigeons ainsi décorés, comme Cologne, Duke of Normandy, Evening Star, Mercury, Paddy ou encore William d'Orange.